# Loch Calder
Loch Calder ist ein Süßwassersee in der traditionellen Grafschaft Caithness, in der schottischen Council Area Highland. Er befindet sich rund acht Kilometer südwestlich des Küstenortes Thurso.

## Beschreibung
Der vier Kilometer lange und bis zu 1,6 Kilometer breite See liegt auf einer Höhe von 66 Metern über dem Meeresspiegel. Sein Umfang beträgt 13 Kilometer. Das Volumen von 24.413.453 Kubikmetern wird über ein Zufluss am Südufer gespeist, der aus dem nahen Loch Olginey abfließt. Loch Calder weist eine durchschnittliche Tiefe von 6,4 Metern bei einer maximalen Tiefe von 25,9 Metern auf. Sein Einzugsgebiet beträgt 22,82 km². Am Nordufer fließt ein kleiner Bach namens Alltan Ghuinne ab, der nach kurzem Lauf in das Forss Water mündet, das sich nahe dem Weiler Crosskirk in die Crosskirk Bay ergießt, einer Atlantik-Bucht an der schottischen Nordküste. Das Seewasser ist alkalisch.
Calder Loch besitzt Populationen von Forellen und Saiblingen.
Der unter Schutz stehende Torr Ban na Gruagaich ist ein grasbedeckter Cairn westlich des Loch Calder. Nördlich des Loch Calder liegen die von J. X. W. P. Corcoran ausgegrabenen Cairns Tulach an tSionnaich und die Cairns von Tulloch of Assery A + B.